# ケネス・トビー
ケネス・トビー（Kenneth Tobey,  1917年3月23日 - 2002年12月22日）は、アメリカ合衆国の俳優である。

## 来歴
1917年、カリフォルニア州のオークランドに生まれる。カリフォルニア大学で演劇を学び、当時の同級生にはグレゴリー・ペック、イーライ・ウォラック、トニー・ランドールらがいた。ニューヨークのネイバーフッド・プレイハウスで演技力に磨きをかけ、1940年代にブロードウェイ舞台でキャリアをスタート。1947年には『Dangerous Venture』で映画デビューした。その後、映画やテレビドラマなどへコンスタントに出演し、俳優としての地位を確固たるものにした。1950年代には『遊星よりの物体X』や『原子怪獣現わる』、『水爆と深海の怪物』などのSF映画へ立て続けに主演。これまで出演した役柄では、軍に所属する役柄が多い。
1970年代、1980年代と順調にキャリアを重ね、中でもジョー・ダンテ監督のファンタジー映画『ハウリング』出演後は、同監督の『グレムリン』とその続編『グレムリン2 新・種・誕・生』、『インナースペース』へ出演もしくはカメオ出演しており、ダンテ監督作品の常連俳優でもあった。

### 死去
2002年12月22日、カリフォルニア州のランチョ・ミラージュにて老衰のため死去。85歳だった。

## 出演作品

### 映画
- Dangerous Venture (1947)
- 栄光は消えず Beyond Glory (1948)
- 夜歩く男 He Walked by Night (1948)
- 甦る熱球 The Stratton Story (1949)
- 美しき女たち男たち The Great Sinner (1949)
- 僕は戦争花嫁 I Was a Male War Bride (1949)
- 機動部隊 Task Force (1949)
- 傷心の愛 The Doctor and the Girl (1949)
- 頭上の敵機 Twelve O'Clock High (1949)
- 情事の代償 The File on Thelma Jordon (1950)
- ウィリーが凱旋するとき When Willie Comes Marching Home (1950)
- ワン・ウェイ・ストリート One Way Street (1950)
- 拳銃王 The Gunfighter (1950)
- My Friend Irma Goes West (1950)
- 明日に別れの接吻を Kiss Tomorrow Goodbye (1950)
- 三人の秘密 Three Secrets (1950)
- 愛の十字路 The Company She Keeps (1951)
- ローハイド Rawhide (1951)
- 遊星よりの物体X The Thing from Another World (1951)
- 天使の顔 Angel Face (1953)
- 原子怪獣現わる The Beast from 20,000 Fathoms (1953)
- 戦闘機攻撃 Fighter Attack (1953)
- 二重結婚者 The Bigamist (1953)
- 恐怖のサーカス Ring of Fear (1954)
- 水爆と深海の怪物 It Came from Beneath the Sea (1955)
- 灰色の服を着た男 The Man in the Gray Flannel Suit (1956)
- 機関車大追跡 The Great Locomotive Chase (1956)
- 荒鷲の翼 The Wings of Eagles (1957)
- OK牧場の決斗 Gunfight at the O.K. Corral (1957)
- The Vampire (1957)
- ジェット・パイロット Jet Pilot (1957)
- 針なき時計 Cry Terror! (1958)
- 情無用の拳銃 Seven Ways from Sundown (1960)
- 宇宙船X-15号 X-15 (1961)
- 無法のライフル 40 Guns to Apache Pass (1966)
- アダムのブルース/ 天才トランペッターの愛と挫折 A Man Called Adam (1966)
- 大いなる砲火 A Time for Killing (1967)
- かわいい女 Marlowe (1969)
- 急げ、ラッシー危機一髪!! Lassie: Peace Is Our Profession (1970)
- 明日の壁をぶち破れ Billy Jack (1971)
- 恐怖のエアポート Terror in the Sky (1971) ※テレビ映画
- ベン Ben (1972)
- 候補者ビル・マッケイ The Candidate (1972)
- 激怒 Rage (1972)
- ウォーキング・トール Walking Tall (1973)
- スチュワーデス・恋のスクランブル Coffee, Tea or Me? (1973) ※テレビ映画
- 必殺!殺し屋刑事/裏切り者はだれだ! The Death Squad (1974)
- ダーティ・メリー/クレイジー・ラリー Dirty Mary Crazy Larry (1974)
- 花嫁の家族 The Wild McCullochs (1975)
- 背番号00大奮戦 Gus (1976)
- マッカーサー MacArthur (1977)
- ニューヨークの恋人 Hero at Large (1980)
- フライングハイ Air Plane! (1980)
- ハウリング The Howling (1981)
- ストレンジ・インベーダーズ Strange Invaders (1983)
- グレムリン Gremlins (1984) ※カメオ出演
- インナースペース Innerspace (1987)
- ピーウィー・ハーマンの空飛ぶサーカス Big Top Pee-wee (1988)
- 復讐のハイウェイ Freeway (1988)
- グレムリン2 新・種・誕・生 Gremlins 2: The New Batch (1990)
- Desire and Hell at Sunset Motel (1991)
- ジャイアント・ベビー Honey I Blew Up the Kid (1992)
- ルームメイト Single White Female (1992)
- ヘルレイザー4 Hellraiser: Bloodline (1996)
- The Naked Monster (2005)

### テレビドラマ
- ローン・レンジャー The Lone Ranger (1950)
- ロアルド・ダール劇場/予期せぬ出来事 The Unexpected (1952)
- ドラグネット Dragnet (1953)
- フォード・テレビジョン・シアター The Ford Television Theatre (1953)
- ローンウルフ The Lone Wolf (1954)
- クライマックス! Climax! (1955)
- ディズニーランド Disneyland (1955, 1956, 1958)
- モーガン警部 The Sheriff of Cochise (1957)
- コード3 Code 3 (1957)
- レストレス・ガン The Restless Gun (1957)
- ソニー号空飛ぶ冒険 Whirlybirds (1957 - 1960)
- Jefferson Drum (1958)
- 拳銃無宿 Wanted: Dead or Alive (1959)
- ララミー牧場 Laramie (1959)
- ヒッチコック劇場 Alfred Hitchcock Presents (1959)
- バット・マスターソン Bat Masterson (1960)
- サンセット77 77 Sunset Strip (1960)
- ブロンコ Bronco (1960)
- ペリー・メイスン Perry Mason (1960, 1962)
- ガンスモーク Gunsmoke (1960, 1964, 1969, 1972)
- 名犬ラッシー Lassie (1960, 1962, 1967, 1969)
- ダイヤル7000 Tallahassee 7000 (1961)
- 西部のパラディン Have Gun - Will Travel (1961)
- 潜水王マイク・ネルソン Sea Hunt (1961)
- リップコード Ripcord (1962)
- コラプターズ Target: The Corruptors (1962)
- サーカス西部を行く Frontier Circus (1962)
- 西部のチャンピオン Stoney Burke (1963)
- 事件と裁判 Arrest and Trial (1963)
- グリンドル Grindl (1964)
- ダグタリ Daktari (1967)
- アイアン・ホース Iron Horse (1967)
- アイ・スパイ I Spy (1967 - 1968)
- バージニアン The Virginian (1967 - 1970)
- 弁護士ジャッド (1968)
- ボナンザ Bonanza (1968, 1972)
- 二匹の流れ者 The Outcasts (1968)
- ニューヨーク・パパ Family Affair (1969)
- アウトサイダー The Outsider (1969)
- スパイのライセンス It Takes a Thief (1970)
- 特捜隊アダム12 Adam-12 (1970, 1974)
- 鬼警部アイアンサイド Ironside (1970, 1974)
- マニックス Mannix (1970, 1972, 1973)
- FBIアメリカ連邦警察 The F.B.I. (1971)
- 秘密捜査官オハラ O'Hara, U.S. Treasury (1971)
- 西部二人組 Alias Smith and Jones (1971, 1972)
- 復讐の鬼探偵ロングストリート Longstreet (1972)
- 保安官サム・ケード Cade's County (1972)
- 探偵キャノン Cannon (1972)
- 四次元への招待 Night Gallery (1972)
- 燃えよ! カンフー Kung Fu (1973)
- 新ペリー・メイスン The New Perry Mason (1973)
- スカイパトロール・チョッパーワン Chopper One (1974)
- サンフランシスコ捜査線 The Streets of San Francisco (1974, 1975, 1976)
- 署長マクミラン McMillan & Wife (1974)
- 女刑事クリスティー Get Christie Love! (1974, 1975)
- S.W.A.T. (1975)
- 名探偵ジョーンズ Barnaby Jones (1975, 1976, 1979)
- 弁護士ペトロチェリー Petrocelli (1975)
- 刑事コロンボ / 『ハッサン・サラーの反逆』 Columbo (1975)
- 刑事スタスキー&ハッチ Starsky and Hutch (1975)
- ハーディ・ボーイズ ナンシー・ドルー The Hardy Boys/Nancy Drew Mysteries (1977)
- ロックフォードの事件メモ The Rockford Files (1977, 1978)
- ベガス Vega$ (1979)
- ギャラクティカ1980 Galactica 1980 (1980)
- ファルコン・クレスト Falcon Crest (1984)
- トワイライト・ゾーン The Twilight Zone (1986)
- スターマン Starman (1986)
- L.A.ロー 七人の弁護士 L.A. Law (1991)
- スタートレック:ディープ・スペース・ナイン Star Trek: Deep Space Nine (1994)

### テレビアニメ
- The Angry Beavers (1997)